# Ceca de Alejandría

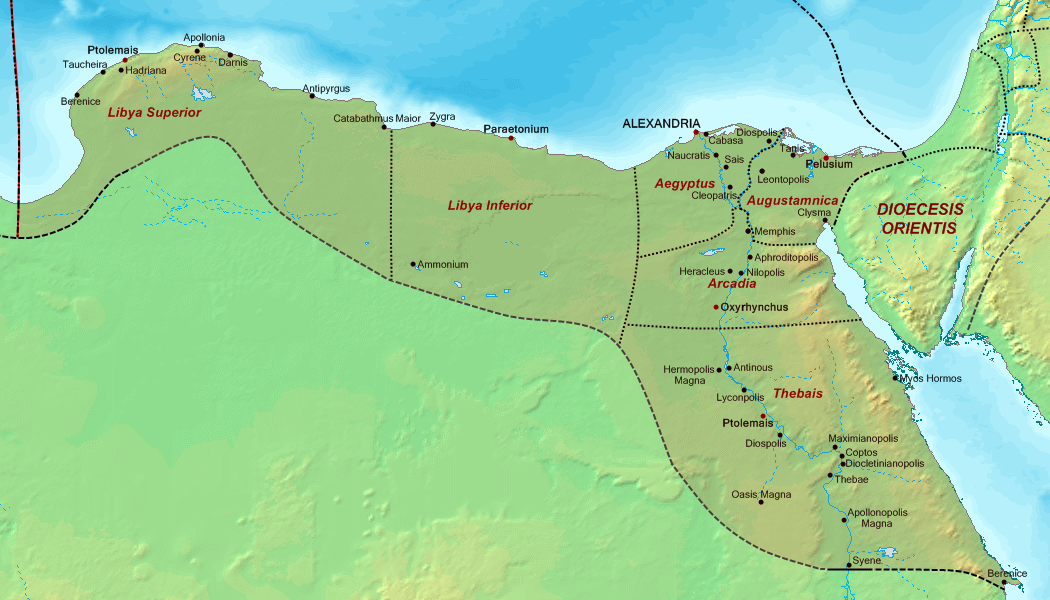
Egipto en la Antigüedad tardía con la división de las provincias romanas orientales en 395.

La ceca de Alejandría, ceca de Alexandria o ceca de Alexandreia fue una casa de moneda creada por Alejandro Magno (r. 336–323 a. C.) en la antigua ciudad de Alexandria, ciudad, fundada en 331 a. C. (actual Alejandría, en Egipto). Durante siglos, la acuñación de moneda en el Norte de África, se centralizó en esta ceca, importante centro de producción para los diferentes imperios que controlaron la región, desde los ptolomeos hasta los bizantinos. Sus emisiones finalizaron cuando Alejandría fue conquistada por los musulmanes en 646.

## Historia
El sistema monetario de los ptolomeos, era un sistema cerrado, donde no se podía importar o exportar moneda, basado en dracmas de bronce y tetradracmas, al principio en plata y más tarde de vellón. Bajo el Imperio romano, Alejandría se había convertido en la ciudad más importante y populosa de Egipto y una de las capitales regionales del Imperio. Allí se estableció una ceca imperial, que estaba bajo el pleno control del emperador.
El sistema monetario ptolomeico finalizó en 294, con la reforma monetaria de Diocleciano, que suprimió el sistema griego de la tetradracma y lo incorporó al sistema unitario romano imperial, comenzando a emitir los nuevos folles de Alejandría en 296. Las emisiones continuaron hasta el 473, cuando se cerró la ceca, que sería nuevamente reabierta con Justiniano I, hasta que se cerró definitivamente con la invasión musulmana.
Las fracciones y múltiplos de la dracma acuñados en Alejandría tenían denominaciones en oro, plata y bronce. Las monedas de oro incluían la pentadracma (también llamada trichryson por tener una relación con tres estateros de oro, equivalentes a sesenta dracmas de plata) y la octadracma, y entre las monedas de plata estaban la tetradracma, y la decadracma.
Las leyendas de las monedas alejandrinas estaban todas en griego inicialmente, y presentaban frecuentemente simbología griega.

### Monedas de los nomos
Además de las monedas acuñadas en Alejandría, la acuñación provincial de Egipto también incluyó monedas de bronce acuñadas para los nomos, denominadas nomói o nome y para algunas de las ciudades más importantes, que, sin embargo, se acuñaban en Alejandría. Recientemente se ha sugerido que también hubo una ceca en Milne, la segunda ciudad más grande del Bajo Egipto. Las nomói llevaban la efigie del emperador en el anverso y el nombre de un nomo en el reverso.
En tiempos de Adriano, había en Egipto 42 centros administrativos o nomos, que, sin embargo, aumentaban y disminuían constantemente debido a la escisión de algunos o a la fusión de otros. A continuación se muestra una lista completa de todos los nomos del Egipto romano.

### Bajo Egipto
| Número | Capital (en egipcio)              | Capital (en griego) | Capital (hoy día) | Principales deidades |
| ------ | --------------------------------- | ------------------- | ----------------- | -------------------- |
| 1      | Men nefer (Estable es la belleza) | Menfis              | Guiza             | Ptah                 |
| 2      | Sejem                             | Latópolis           | Ausim             | Horus                |
| 3      | Imu                               | Momemphis/Apis      | Kom el-Hisn       | Hapi                 |
| 4      | Seka                              | Prosofis            | Tanta             | Sobek                |
| 5      | Sau (Zau)                         | Sais                | Sa el-Hagar       | Neit                 |
| 6      | Jasut o Jasuut                    | Xois                | Saja              | Amón-Ra              |
| 7      | Per Heneb                         | Metelis             | Damanhur          | Osiris               |
| 8      | Per Atum                          | Patamos             | Tell el-Masjuta   | Atum                 |
| 9      | Per Usir                          | Busiris             | Abu Sir Bana      | Andyety/Osiris       |
| 10     | Herraheriib                       | Atribis             | Banha             | Horus                |
| 11     | Taremu                            | Leontópolis         | Mit Ghamr         | Shu, Tefnet          |
| 12     | Chebnecher                        | Sebennitos          | Samannud          | Onuris               |
| 13     | Iunu                              | Heliópolis          | El Cairo          | Ra                   |
| 14     | Mesent                            | Sile                | Tell Abu Seifa    | Horus                |
| 15     | Per Gehuti                        | Hermópolis Parva    | Baqliya           | Thot                 |
| 16     | Permanebsete                      | Mendes              | Tell el-Ruba      | Jnum                 |
| 17     | Sma-Behdet                        | Dióspolis Inferior  | Tell el-Balamun   | Behedety             |
| 18     | Per-Bastet                        | Bubastis            | Zagazig           | Bast                 |
| 19     | Immet                             | Buto                | Tell el-Farain    | Uto                  |
| 20     | Per Seped                         | Facusa              | Faqua             | Sopdu                |

### Alto Egipto
| Número | Capital (en egipcio)    | Capital (en griego)             | Capital (hoy día)     | Principales deidades |
| ------ | ----------------------- | ------------------------------- | --------------------- | -------------------- |
| 1      | Abu Suene               | Elefantina/Syene                | Asuán                 | Jnum                 |
| 2      | Behedet                 | Apolinópolis Magna              | Edfu                  | Horus                |
| 3      | Nejen-Nejeb             | Hieracómpolis-Heleitiiaspolis   | Kom el-Ahmar - el-Jab | Nejbet               |
| 4      | Hermontis               | Hermontis/Dióspolis Magna/Tebas | Luxor                 | Montu, Amón          |
| 5      | Gebtu                   | Coptos                          | Qift                  | Min                  |
| 6      | Iunet                   | Dendera                         | Dandara               | Hathor               |
| 7      | Het-sejem               | Dióspolis Parva                 | Hu                    | Hathor               |
| 8      | Tanit/Abdu              | Thinis/Abidos                   | Girga                 | Jentamentiu          |
| 9      | Ipu                     | Panópolis/Jemmis                | Ajmin                 | Min                  |
| 10     | Per-Hathor              | Afroditópolis                   | Gebelein              | Hathor               |
| 11     | Shas-hotep              | Ipseli                          | Shubt                 | Khnum                |
| 12     | Nehen                   | Hieracon                        | Deir el-Gebraui       | Horus/Matyt          |
| 13     | Sauty                   | Licópolis                       | Asiut                 | Upuaut               |
| 14     | Kes                     | Cusae                           | el Qusiya             | Uj, Hathor           |
| 15     | Jemnu                   | Hermópolis Magna                | el-Ashmuneim          | Bes                  |
| 16     | Hebenu                  | Antinoe                         | Beni Hasan            | Heket, Pajet         |
| 17     | Hardai                  | Cinópolis                       | el Kes                | Anubis               |
| 18     | Henesu                  | Hipponos                        | Kom el-Ahmar          | Nemty                |
| 19     | Per Meset/Per-Medyed    | Oxirrinco                       | el-Bahnasa            | Igay                 |
| 20     | Henet-Nesut/Henen Nesut | Heracleópolis Magna             | Ihnasiya el-Medina    | Atum, Herishef       |
| 21     | Per Sobek               | Cocodrilópolis/Arsinoe          | Medinet el-Fayun      | Sobek                |
| 22     | Tepihu                  | Afroditópolis                   | Atfih el-Jamar        | Hesat                |

## Datación de las monedas
Hacia el final de su reinado, Augusto retomó la tradición ptolemaica de datar las monedas del Antiguo Egipto. Por regla general, la fecha podía deducirse del año de reinado del emperador representado en las monedas. Este año iba precedido de una L que significaba "ETOYΣ". En algunos casos, el año se escribe completo, como es el caso del noveno año (ENATOY).
| Α=1  | Β=2  | Γ=3  | Δ=4  |
| Ε=5  | Ϝ=6  | Ζ=7  | Η=8  |
| Θ=9  | Ι=10 | Κ=20 | Λ=30 |
| Μ=40 | Ν=50 | Ξ=60 | Ο=70 |